# Karavanseraj šaha Abasa, Gandža
Karavansaraj šaha Abasa je bil zgrajen v Ganji na ukaz šaha Abasa. Karavansarij je bil s podzemnimi cestami povezan s Chokak Hamamom in mošejo Šaha Abbasa. 
Spomenik so z odločbo št. 132, ki jo je 2. avgusta 2001 izdal Kabinet ministrov republike Azerbajdžan, uvrstili na seznam nepremičnih zgodovinskih in kulturnih spomenikov državnega pomena.

## Zgodovina
Gradnja karavanseraja se je začela leta 1606 po naročilu šaha Abasa Safavija.  Načrtovanje in gradnjo stavbe je vodil šejk Bahaeddin . Dvonadstropna stavba iz žgane rdeče opeke je bila dokončana med letoma 1613 in 1614.
Ruski pesnik Jakov Polonski je preživel nekaj dni v karavanseraju šaha Abasa, ko je sredi 19. stoletja obiskal Gandžo. Leta 1847 je v eseju "Ganja", objavljenem v 21. številki časopisa Zakavkazsky vestnik , objavil svoje vtise o mestu in tem karavanseraju.
Med pobojem, ki so ga leta 1905 v Gandži zagrešili Armenci, je bil požgan tudi ta karavanseraj, spomenik pa je bil močno poškodovan.  Firidun bey Kocharli je o požigu karavanseraja v svojih spominih zapisal:
Leta 1905 ... karavanseraj ni preživel zaradi armenskega plemena. Karavanseraj šaha Abasa je zgorel.

### Po aprilski invaziji
Ko so Azerbajdžan zasedli boljševiki je karavansaraj deloval do leta 1930. V sedemdesetih letih 20. stoletja sta bila karavanseraja šaha Abasa in Ugurlu kana pod vodstvom umetnika Džavanširja Mammadova kompleksno umetniško oblikovana, restavrirana in polepšana. Kasneje sta bila v karavanseraju ustanovljena muzej azerbajdžanskih miniatur in muzej ženske ustvarjalnosti "Mahsati Ganjavi". Na pročelju stavbe je bil postavljen kip pesnice Mahsati Ganjavi.

### Po osamosvojitvi
V stavbi karavanseraja se je nekaj časa nahajal  Humanitarni kolegij Gandža. Od leta 2011 potekajo obnovitvena dela na karavanseraju. Pri gradnji in obnovi je bilo uporabljenih milijon kosov rdeče opeke, proizvedene v Šekiju. Tako kot v 17. stoletju je bila tudi pri obnovi večinoma uporabljena mešanica apna in peska. Da bi ohranili zgodovinskost karavanseraja, ki je bil v sovjetski dobi večkrat nerodno popravljen, so bile porušene prej zgrajene dodatne stavbe. Utrditev zgodovinskega spomenika je bila končana, poškodovani deli so bili popravljeni, zgrajene pa so bile tudi komunikacijske linije. Zamenjana je bila streha karavanseraja, obnovljena je bila desna stena fasade, ki je bila v nevarnosti, da se zruši, vse celice in sobe stavbe pa so bile obnovljene v prejšnji podobi.
Karavanseraj šaha Abasa je bil obnovljen skupaj s sosednjim karavanserajom Ugurlu Kana. ba karavanseraja imata 120 sob, 900 m2 hodnika, 4 notranje in 3 zunanje vhode. Od obnove deluje kot hotelski kompleks. 

## Arhitektura
Karavanseraj je štirikotne oblike. Ima dve dvorišči, na zadnjem dvorišču so ob stavbi zasajene platane. Osrednji del stavbe sestavlja osem majhnih obokanih balkonov, ob straneh pa so veliki obokani balkoni. Karavanseraj ima klet, kuhinjo, majhne in velike sobe za goste, hleve za vprežne živali, čajnico na prostem na dvorišču ter številna skladišča in shrambe.
Prvo nadstropje stavbe sestavlja 17 velikih obokov. V prvem nadstropju so v notranjosti desne in leve stene narejene stožčaste reže, v katerih so stali stražarji, za osvetlitev notranjosti pa so uporabljali svetilke in sveče. Ta del stavbe je brez oken. Stopnice v drugo nadstropje so sestavljene iz 44 stopnic in se nahajajo v notranjosti karavanseraja. Kupola, ki tvori strop visoke notranjosti, kjer se nahajajo stopnice, ima mrežasto kompozicijo v obliki osemkrake zvezde. Glede na temnost notranjosti je arhitekt za rešitev problema uporabil tudi osemkrako svetlo zvezdo. Prav tako je z ornamentnimi elementi osrednjega dela kupole ustvaril gosto, kompaktno stičišče kompozicije. Elementi geometrijskega vzorca, ki se širijo od središča proti robovom, zmanjšujejo napetost v kompoziciji in ji dajejo svobodo.
V karavanseraju je bilo 54 enoposteljnih sob, 15 velikih sob, koča, jedilnica, čajna kuhinja, soba za druge namene, streha in skladišča. Karavansarij je bil s podzemnimi cestami povezan s Čokak Hamamom in mošejo šaha Abbasa.

## Poglej tudi
- Sa'd al-Saltaneh Caravanserai
- Jamalabad Caravanserai